# Liga Mexicana del Pacífico 1984-85
La Temporada 1984-85 de la Liga Mexicana del Pacífico fue la 27.ª edición, llevó el nombre de Carlos Moreno Hollad y comenzó el 5 de octubre de 1984.
En esta temporada se estableció el récord de más bases robadas en una temporada.
La temporada finalizó el 29 de enero de 1985, con la coronación de los Tomateros de Culiacán al vencer 4-3 en serie final a los Águilas de Mexicali.

## Sistema de competencia

### Temporada regular
La temporada regular se dividió en dos vueltas, abarcando un total de 74 juegos a disputarse para cada uno de los diez clubes. Al término de cada mitad, se asigna un puntaje que va de 1 a 5 puntos en forma ascendente, según la clasificación (standing) general de cada club. El equipo con mayor puntaje se denomina campeón del rol regular. A continuación se muestra la distribución de dicho puntaje:
- Primera posición: 5 puntos
- Segunda: 4 puntos
- Tercera: 3 puntos
- Cuarta: 2 puntos
- Quinta: 1 puntos

### Postemporada
Tras el término de la temporada regular, los ocho equipos con mayor puntaje sobre la base de las dos vueltas de la temporada regular pasan a la etapa denominada postemporada (Play-offs) donde deben ganar 5 de 9 juegos para avanzar. De esta manera, el cuarto se enfrenta como visitante al segundo del standing en una serie, mientras que el primero y el tercero hacen lo mismo a su vez.

### Semifinal
Para la etapa de semifinales, los equipos que ganen la serie del primer play-offs se enfrentan en una serie de nueve juegos donde deben ganar cinco para avanzar a la final.

### Final
Se da entre los equipos que ganaron en la etapa de Semifinal, a ganar 4 de 7 juegos.

## Calendario
- Número de Juegos: 74 juegos

## Datos Sobresalientes
- Mike Cole establece el récord de 58 bases robadas en una temporada jugando con Algodoneros de Guasave.

## Equipos participantes
| Liga Mexicana del Pacífico 1984-85 |                          |           |                   |                           |                          |           |
| Zona                               | Equipo                   | Fundación | Mánager           | Ciudad                    | Estadio                  | Capacidad |
| Norte                              | Águilas de Mexicali      | 1948      | Por definir       | Mexicali, Baja California | Nido de los Águilas      | 9,000     |
| Norte                              | Naranjeros de Hermosillo | 1944      | Por definir       | Hermosillo, Sonora        | Héctor Espino            | 10,000    |
| Norte                              | Ostioneros de Guaymas    | 1945      | Por definir       | Guaymas, Sonora           | "Abelardo L. Rodríguez"  | 5,000     |
| Norte                              | Potros de Tijuana        | 1948      | Por definir       | Tijuana, Baja California  | Cerro Colorado           | 10,000    |
| Norte                              | Yaquis de Ciudad Obregón | 1947      | Por definir       | Ciudad Obregón, Sonora    | Tomás Oroz Gaytán        | 10,000    |
| Sur                                | Algodoneros de Guasave   | 1970      | Por definir       | Guasave, Sinaloa          | Francisco Carranza Limón | 8,000     |
| Sur                                | Cañeros de Los Mochis    | 1947      | Por definir       | Los Mochis, Sinaloa       | Emilio Ibarra Almada     | 6,000     |
| Sur                                | Mayos de Navojoa         | 1950      | Por definir       | Navojoa, Sonora           | Manuel Ciclón Echeverría | 8,000     |
| Sur                                | Tomateros de Culiacán    | 1965      | Francisco Estrada | Culiacán, Sinaloa         | General Ángel Flores     | 10,000    |
| Sur                                | Venados de Mazatlán      | 1945      | Por definir       | Mazatlán, Sinaloa         | Teodoro Mariscal         | 6,000     |

## Standings

### Primera Vuelta
| Zona Norte               | Zona Norte | Zona Norte | Zona Norte | Zona Norte | Zona Norte | Zona Norte | Zona Norte |
| Equipo                   | JJ         | JG         | JP         | JE         | PCT        | JV         | PTS        |
| ------------------------ | ---------- | ---------- | ---------- | ---------- | ---------- | ---------- | ---------- |
| Naranjeros de Hermosillo | 38         | 23         | 15         | -          | .605       | -          | 5          |
| Águilas de Mexicali      | 38         | 21         | 16         | 1          | .568       | 1.5        | 4          |
| Potros de Tijuana        | 38         | 18         | 20         | -          | .474       | 5.0        | 3          |
| Yaquis de Ciudad Obregón | 38         | 14         | 23         | 1          | .378       | 8.5        | 2          |
| Ostioneros de Guaymas    | 38         | 11         | 27         | -          | .289       | 12.0       | 1          |

| Zona Sur               | Zona Sur | Zona Sur | Zona Sur | Zona Sur | Zona Sur | Zona Sur | Zona Sur |
| Equipo                 | JJ       | JG       | JP       | JE       | PCT      | JV       | PTS      |
| ---------------------- | -------- | -------- | -------- | -------- | -------- | -------- | -------- |
| Cañeros de Los Mochis  | 38       | 26       | 10       | 2        | .722     | -        | 5        |
| Mayos de Navojoa       | 38       | 22       | 16       | -        | .579     | 5.0      | 4        |
| Tomateros de Culiacán  | 38       | 18       | 19       | 1        | .486     | 8.5      | 3        |
| Venados de Mazatlán    | 38       | 18       | 20       | -        | .474     | 9.0      | 2        |
| Algodoneros de Guasave | 38       | 16       | 21       | 1        | .432     | 10.5     | 1        |

### Segunda vuelta
| Zona Norte               | Zona Norte | Zona Norte | Zona Norte | Zona Norte | Zona Norte | Zona Norte | Zona Norte |
| Equipo                   | JJ         | JG         | JP         | JE         | PCT        | JV         | PTS        |
| ------------------------ | ---------- | ---------- | ---------- | ---------- | ---------- | ---------- | ---------- |
| Águilas de Mexicali      | 33         | 23         | 10         | -          | .697       | -          | 5          |
| Ostioneros de Guaymas    | 34         | 16         | 18         | -          | .471       | 7.5        | 4          |
| Yaquis de Ciudad Obregón | 35         | 16         | 18         | 1          | .471       | 7.5        | 3          |
| Potros de Tijuana        | 33         | 14         | 19         | -          | .424       | 9.0        | 2          |
| Naranjeros de Hermosillo | 34         | 11         | 23         | -          | .324       | 12.5       | 1          |

| Zona Sur               | Zona Sur | Zona Sur | Zona Sur | Zona Sur | Zona Sur | Zona Sur | Zona Sur |
| Equipo                 | JJ       | JG       | JP       | JE       | PCT      | JV       | PTS      |
| ---------------------- | -------- | -------- | -------- | -------- | -------- | -------- | -------- |
| Algodoneros de Guasave | 34       | 19       | 14       | 1        | .576     | -        | 5        |
| Cañeros de Los Mochis  | 33       | 19       | 14       | -        | .576     | -        | 4        |
| Tomateros de Culiacán  | 34       | 19       | 15       | -        | .559     | 0.5      | 3        |
| Mayos de Navojoa       | 31       | 14       | 15       | 2        | .483     | 3.0      | 2        |
| Venados de Mazatlán    | 35       | 15       | 20       | -        | .429     | 5.0      | 1        |

### General
| Zona Norte               | Zona Norte | Zona Norte | Zona Norte | Zona Norte | Zona Norte | Zona Norte | Zona Norte |
| Equipo                   | JJ         | JG         | JP         | JE         | PCT        | JV         | PTS        |
| ------------------------ | ---------- | ---------- | ---------- | ---------- | ---------- | ---------- | ---------- |
| Águilas de Mexicali      | 71         | 44         | 26         | 1          | .629       | -          | 9          |
| Naranjeros de Hermosillo | 72         | 34         | 38         | -          | .472       | 11.0       | 6          |
| Ostioneros de Guaymas    | 72         | 27         | 45         | -          | .375       | 18.0       | 5          |
| Yaquis de Ciudad Obregón | 73         | 30         | 41         | 2          | .422       | 14.5       | 5          |
| Potros de Tijuana        | 71         | 32         | 39         | -          | .450       | 12.5       | 5          |

| Zona Sur               | Zona Sur | Zona Sur | Zona Sur | Zona Sur | Zona Sur | Zona Sur | Zona Sur |
| Equipo                 | JJ       | JG       | JP       | JE       | PCT      | JV       | PTS      |
| ---------------------- | -------- | -------- | -------- | -------- | -------- | -------- | -------- |
| Cañeros de Los Mochis  | 71       | 45       | 24       | 2        | .652     | -        | 9        |
| Mayos de Navojoa       | 69       | 36       | 31       | 2        | .537     | 8.0      | 6        |
| Tomateros de Culiacán  | 72       | 37       | 34       | 1        | .521     | 9.0      | 6        |
| Algodoneros de Guasave | 72       | 35       | 35       | 2        | .500     | 10.5     | 6        |
| Venados de Mazatlán    | 73       | 33       | 40       | -        | .452     | 14.0     | 3        |

| Avanza a Play-offs |

Nota: El equipo de Obregón venció a Tijuana en un juego extra el 30 de diciembre de 1984 para definir el equipo eliminado.

## Playoffs
|  | Primer Play Off | Primer Play Off | Primer Play Off |          |            | Semifinales | Semifinales | Semifinales |  |          | Final    | Final | Final |  |
|  |                 |                 |                 |          |            |             |             |             |  |          |          |       |       |  |
|  |                 |                 |                 |          |            |             |             |             |  |          |          |       |       |  |
|  | Guaymas         | Guaymas         | 1               |          |            |             |             |             |  |          |          |       |       |  |
|  | Guaymas         | Guaymas         | 1               |          |            |             |             |             |  |          |          |       |       |  |
|  | Mexicali        | Mexicali        | 5               |          |            |             |             |             |  |          |          |       |       |  |
|  | Mexicali        | Mexicali        | 5               |          | Hermosillo | Hermosillo  | 2           |             |  |          |          |       |       |  |
|  |                 |                 |                 |          | Hermosillo | Hermosillo  | 2           |             |  |          |          |       |       |  |
|  |                 |                 | Mexicali        | Mexicali | 5          |             |             |             |  |          |          |       |       |  |
|  | Obregón         | Obregón         | Mexicali        | Mexicali | 5          | 4           |             |             |  |          |          |       |       |  |
|  | Obregón         | Obregón         |                 |          |            |             |             |             |  |          |          |       |       |  |
|  | Hermosillo      | Hermosillo      | 5               |          |            |             |             |             |  |          |          |       |       |  |
|  | Hermosillo      | Hermosillo      | 5               |          |            |             |             |             |  | Mexicali | Mexicali | 3     |       |  |
|  |                 |                 |                 |          |            |             |             |             |  | Mexicali | Mexicali | 3     |       |  |
|  |                 |                 | Culiacán        | Culiacán | 4          |             |             |             |  |          |          |       |       |  |
|  | Culiacán        | Culiacán        | Culiacán        | Culiacán | 4          | 5           |             |             |  |          |          |       |       |  |
|  | Culiacán        | Culiacán        |                 |          |            |             |             |             |  |          |          |       |       |  |
|  | Los Mochis      | Los Mochis      | 3               |          |            |             |             |             |  |          |          |       |       |  |
|  | Los Mochis      | Los Mochis      | 3               |          | Culiacán   | Culiacán    | 5           |             |  |          |          |       |       |  |
|  |                 |                 |                 |          | Culiacán   | Culiacán    | 5           |             |  |          |          |       |       |  |
|  |                 |                 | Guasave         | Guasave  | 1          |             |             |             |  |          |          |       |       |  |
|  | Guasave         | Guasave         | Guasave         | Guasave  | 1          | 5           |             |             |  |          |          |       |       |  |
|  | Guasave         | Guasave         |                 |          |            |             |             |             |  |          |          |       |       |  |
|  | Navojoa         | Navojoa         | 2               |          |            |             |             |             |  |          |          |       |       |  |
|  | Navojoa         | Navojoa         | 2               |          |            |             |             |             |  |          |          |       |       |  |
|  |                 |                 |                 |          |            |             |             |             |  |          |          |       |       |  |

### Primer Play-off
| Zona Norte               | Zona Norte | Zona Norte | Zona Norte | Zona Norte | Zona Norte |
| Equipo                   | JJ         | JG         | JP         | PCT        | JV         |
| ------------------------ | ---------- | ---------- | ---------- | ---------- | ---------- |
| Águilas de Mexicali      | 6          | 5          | 1          | .833       | -          |
| Naranjeros de Hermosillo | 9          | 5          | 4          | .556       | -          |
| Yaquis de Ciudad Obregón | 9          | 4          | 5          | .444       | 1.0        |
| Ostioneros de Guaymas    | 6          | 1          | 5          | .167       | 4.0        |

| Zona Sur               | Zona Sur | Zona Sur | Zona Sur | Zona Sur | Zona Sur |
| Equipo                 | JJ       | JG       | JP       | PCT      | JV       |
| ---------------------- | -------- | -------- | -------- | -------- | -------- |
| Algodoneros de Guasave | 7        | 5        | 2        | .714     | -        |
| Tomateros de Culiacán  | 8        | 5        | 3        | .625     | -        |
| Cañeros de Los Mochis  | 8        | 3        | 5        | .375     | 2.0      |
| Mayos de Navojoa       | 7        | 2        | 5        | .286     | 3.0      |

| Avanza a semifinal |

### Semifinal
| Zona Norte               | Zona Norte | Zona Norte | Zona Norte | Zona Norte | Zona Norte |
| Equipo                   | JJ         | JG         | JP         | PCT        | JV         |
| ------------------------ | ---------- | ---------- | ---------- | ---------- | ---------- |
| Águilas de Mexicali      | 7          | 5          | 2          | .714       | -          |
| Naranjeros de Hermosillo | 7          | 2          | 5          | .286       | 3.0        |

| Zona Sur               | Zona Sur | Zona Sur | Zona Sur | Zona Sur | Zona Sur |
| Equipo                 | JJ       | JG       | JP       | PCT      | JV       |
| ---------------------- | -------- | -------- | -------- | -------- | -------- |
| Tomateros de Culiacán  | 6        | 5        | 1        | .833     | -        |
| Algodoneros de Guasave | 6        | 1        | 5        | .167     | 4.0      |

| Avanza a la final |

## Final
| Equipos               | JJ | JG | JP | PCT  | JV  |
| --------------------- | -- | -- | -- | ---- | --- |
| Tomateros de Culiacán | 7  | 4  | 3  | .571 | -   |
| Águilas de Mexicali   | 7  | 3  | 4  | .429 | 1.0 |

| Campeón |

## Cuadro de Honor
| Equipos                  | Posición   |
| ------------------------ | ---------- |
| Tomateros de Culiacán    | Campeón    |
| Águilas de Mexicali      | Subcampeón |
| Naranjeros de Hermosillo | 3° Lugar   |
| Algodoneros de Guasave   | 4° Lugar   |
| Yaquis de Ciudad Obregón | 5° Lugar   |
| Cañeros de Los Mochis    | 6° Lugar   |
| Mayos de Navojoa         | 7° Lugar   |
| Ostioneros de Guaymas    | 8° Lugar   |
| Venados de Mazatlán      | 9° Lugar   |
| Potros de Tijuana        | 10° Lugar  |

## Designaciones
A continuación se muestran a los jugadores más valiosos de la temporada.
| Designación         | Ganador           | Equipo                   |
| ------------------- | ----------------- | ------------------------ |
| Jugador Más Valioso | Nelson Barrera    | Tomateros de Culiacán    |
| Pitcher del Año     | Arturo González   | Mayos de Navojoa         |
| Novato del año      | Genaro Rodríguez  | Venados de Mazatlán      |
| Mánager del Año     | Francisco Estrada | Tomateros de Culiacán    |
| Mánager Campeón     | Francisco Estrada | Tomateros de Culiacán    |
| Campeón de Bateo    | Roy Johnson       | Naranjeros de Hermosillo |
| Campeón de Pitcheo  | Teodoro Higuera   | Algodoneros de Guasave   |